# Parigny (Manche)
Parigny és un municipi francès situat al departament de la Manche i a la regió de Normandia. L'any 2007 tenia 1.753 habitants.

## Demografia

### Població
El 2007 la població de fet de Parigny era de 1.753 persones. Hi havia 757 famílies de les quals 231 eren unipersonals (61 homes vivint sols i 170 dones vivint soles), 267 parelles sense fills, 235 parelles amb fills i 24 famílies monoparentals amb fills.
La població ha evolucionat segons el següent gràfic:
Habitants censats

### Habitatges
El 2007 hi havia 845 habitatges, 774 eren l'habitatge principal de la família, 27 eren segones residències i 44 estaven desocupats. 695 eren cases i 40 eren apartaments. Dels 774 habitatges principals, 523 estaven ocupats pels seus propietaris, 244 estaven llogats i ocupats pels llogaters i 7 estaven cedits a títol gratuït; 114 tenien una cambra, 31 en tenien dues, 81 en tenien tres, 156 en tenien quatre i 392 en tenien cinc o més. 531 habitatges disposaven pel capbaix d'una plaça de pàrquing. A 302 habitatges hi havia un automòbil i a 337 n'hi havia dos o més.

### Piràmide de població
La piràmide de població per edats i sexe el 2009 era:
| Homes | Edats   | Dones |
| ----- | ------- | ----- |
| 0     | 95 o +  | 4     |
| 0     | 90 a 94 | 12    |
| 12    | 85 a 89 | 36    |
| 16    | 80 a 84 | 32    |
| 20    | 75 a 79 | 52    |
| 16    | 70 a 74 | 48    |
| 48    | 65 a 69 | 16    |
| 56    | 60 a 64 | 68    |
| 44    | 55 a 59 | 44    |
| 56    | 50 a 54 | 60    |
| 92    | 45 a 49 | 68    |
| 84    | 40 a 44 | 68    |
| 48    | 35 a 39 | 68    |
| 36    | 30 a 34 | 56    |
| 32    | 25 a 29 | 20    |
| 44    | 20 a 24 | 44    |
| 60    | 15 a 19 | 92    |
| 52    | 10 a 14 | 48    |
| 84    | 5 a 9   | 60    |
| 20    | 0 a 4   | 28    |

## Economia
El 2007 la població en edat de treballar era de 1.053 persones, 780 eren actives i 273 eren inactives. De les 780 persones actives 739 estaven ocupades (394 homes i 345 dones) i 41 estaven aturades (19 homes i 22 dones). De les 273 persones inactives 140 estaven jubilades, 82 estaven estudiant i 51 estaven classificades com a «altres inactius».

### Ingressos
El 2009 a Parigny hi havia 791 unitats fiscals que integraven 1.869,5 persones, la mediana anual d'ingressos fiscals per persona era de 17.529 €.

### Activitats econòmiques
Dels 69 establiments que hi havia el 2007, 3 eren d'empreses alimentàries, 1 d'una empresa de fabricació de material elèctric, 1 d'una empresa de fabricació d'altres productes industrials, 18 d'empreses de construcció, 25 d'empreses de comerç i reparació d'automòbils, 2 d'empreses de transport, 2 d'empreses d'hostatgeria i restauració, 2 d'empreses financeres, 3 d'empreses immobiliàries, 5 d'empreses de serveis, 5 d'entitats de l'administració pública i 2 d'empreses classificades com a «altres activitats de serveis».
Dels 17 establiments de servei als particulars que hi havia el 2009, 1 era una funerària, 1 taller d'inspecció tècnica de vehicles, 3 paletes, 2 guixaires pintors, 5 fusteries, 3 lampisteries, 1 electricista i 1 perruqueria.
Dels 7 establiments comercials que hi havia el 2009, 1 era un hipermercat, 2 grans superfícies de material de bricolatge, 1 una botiga de menys de 120 m², 1 una fleca, 1 una sabateria i 1 una botiga de mobles.
L'any 2000 a Parigny hi havia 65 explotacions agrícoles que ocupaven un total de 551 hectàrees.

## Equipaments sanitaris i escolars
El 2009 hi havia 1 farmàcia i 1 ambulància.
El 2009 hi havia una escola elemental.

## Poblacions més properes
El següent diagrama mostra les poblacions més properes.